# 967 Helionape
967 Helionape eller 1921 KV är en asteroid i huvudbältet, som upptäcktes den 9 november 1921 av den tysk-amerikanske astronomen Walter Baade i Bergedorf. Den är uppkallad efter Adolf Ritter von Sonnenthal.
Asteroiden har en diameter på ungefär 10 kilometer och den tillhör asteroidgruppen Flora.